# Oedipoda kurda
Oedipoda kurda är en insektsart som beskrevs av Marius Descamps 1967. Oedipoda kurda ingår i släktet Oedipoda och familjen gräshoppor. Inga underarter finns listade i Catalogue of Life.